# Nerville-la-Forêt
Nerville-la-Forêt is een gemeente in het Franse departement Val-d'Oise (regio Île-de-France) en telt 806 inwoners (2004). De plaats maakt deel uit van het arrondissement Pontoise.

## Geografie
De oppervlakte van Nerville-la-Forêt bedraagt 6,7 km², de bevolkingsdichtheid is 120,3 inwoners per km².
De onderstaande kaart toont de ligging van Nerville-la-Forêt met de belangrijkste infrastructuur en aangrenzende gemeenten.

## Demografie
Onderstaande figuur toont het verloop van het inwonertal (bron: INSEE-tellingen).